# ایوانف (نمایشنامه)
ایوانف عنوان نمایشنامه‌ای چهار پرده‌ای از آنتوان چخوف است. چخوف کار خود را با این نمایش‌نامه آغاز کرد. او با نوشتن چنین نمایشنامه‌ای، تئاتر نوین را در کشور روسیه بر پایه‌گذاری کرد. نمایشنامه ایوانف یکی از پنج نمایشنامه بلند چخوف محسوب می‌شود.

## خلاصه داستان
ایوانف، مرد متأهل سی و هشت ساله‌ای است که ظاهراً به دلیل افسردگی اخیر خود، رفتارهایش از چارچوب هنجارهای متعارف خارج شده‌اند: او علناً با بی‌اعتنایی نسبت به همسر جوان اما به شدت بیمار خود (مبتلا به سل) و رفت‌وآمدهایش به خانهٔ لیبیدف و مصاحبت با ساشا دختر جوان این خانواده، عملاً موضوع بدگویی ساکنان وراج شهر شده است. از سوی دیگر، از آنجا که فردی اهل مطالعه است و آشنایی محدودی با ادبیات و فلسفه دارد، در تصور خویش با نگاهی انتقادی، هذیان‌گویی‌های آشفته خود را شبیه به هاملت می‌بیند: از قماش افرادی که در عین نارضایتی از خود، تلقی و احساسی قهرمانانه از خویش دارند.

## ترجمه به فارسی
ایوانف را مترجمانی همچون س‍ع‍ی‍د ح‍م‍ی‍دی‍ان، پرویز شهدی و ناهید کاشی‌چی به فارسی برگردانده‌اند.